# Нижняя Дуброва
Нижняя Дуброва — посёлок в Мглинском районе Брянской области в составе Симонтовского сельского поселения.

## География
Находится в северо-западной части Брянской области на расстоянии приблизительно 11 км на юго-запад по прямой от районного центра города Мглин.

## История
Упоминается с 1920-х годов. В середине XX века работал колхоз «Сельхозартель». На карте 1941 года отмечен как Новая Дуброва с 47 дворами.

## Население
Численность населения: 211 человек (1926 год), 46 (русские 96 %) в 2002 году, 21 в 2010.